# 2025年6月伊朗空襲以色列
2025年6月13日晚上，伊朗發動一場大規模攻勢，向以色列多個目標發射超過150枚彈道導彈及逾100架無人機，作為回應數小時前以色列對伊朗核設施及軍事據點的空襲。伊朗將這次行動命名為「真实承諾行動 III」（波斯語：عملیات وعده صادق ٣）。這場攻擊顯示兩國緊張關係進一步升級，並正式進入公開對抗階段。事件在地區及全球層面均引發強烈震盪，不但導致國際油價急升，亦打亂全球航運路線，多地空中交通亦一度中斷。聯合國接連發聲呼籲克制，各方對中東局勢可能進一步惡化的憂慮亦隨之升溫。

## 背景
伊朗與以色列的宿怨已持續數十年，構成中東長期地區衝突的一部分。雙方一直透過間接手段交鋒，例如在敘利亞及黎巴嫩等地進行秘密行動及代理人戰爭，而並非直接交戰。兩國在爭奪地區主導權方面競爭激烈，並在多項重大議題上立場針鋒相對，包括伊朗核計劃、伊朗支持的武裝勢力在敘利亞、黎巴嫩及也門的部署，以及以巴衝突。
過去這場被形容為「影子戰爭」的衝突，已見以色列多次空襲敘利亞境內的伊朗目標，並曾對伊朗高層人物進行暗殺。然而，2025年6月13日以色列對伊朗本土發動空襲，象徵這場衝突進入新階段，成為伊朗大規模報復的導火線。據報導，是次襲擊導致多名伊朗伊斯蘭革命衞隊高層喪生，包括總司令侯賽因·薩拉米、參謀總長穆罕默德·巴蓋里、副總長吳拉姆·阿里·拉希德、伊朗最高領袖的資深顧問阿里·沙姆哈尼，以及聖城軍司令伊斯梅爾·賈尼。伊朗官媒同時證實，包括費雷敦·阿巴西-達瓦尼及穆罕默德·邁赫迪·德黑蘭奇在內的6名核科學家被暗殺。
遭襲擊的重要設施之一是納坦茲核基地，當中試驗用燃料濃縮廠被炸毀，該廠配備能將鈾濃縮至60%的先進離心機。當地電力基建及附屬建築亦遭破壞。此外，伊斯法罕核科技/研究中心亦被擊中，導致金屬鈾生產設施及濃縮鈾再轉換設施受損。其他空襲目標還包括多個革命衞隊軍事基地及地區指揮中心。
以色列出動約200架戰機，對伊朗境內約100個目標發動空襲。多個消息形容是次行動「前所未有」。據伊朗駐聯合國代表透露，襲擊造成78人死亡，超過320人受傷，當中大多為平民，包括婦女及兒童。
德黑蘭市內及多處軍事設施周邊傳出爆炸聲，高級官員住所附近亦受到波及，多個民居區更發生火警。以色列方面表示，行動屬於「預防性」或「先發制人」打擊，目的是阻止其所認為的伊朗核威脅日益升高。但伊朗強烈譴責這場空襲為公然侵犯其主權，並構成對國家安全的直接挑釁。德黑蘭更將此行動視為「宣戰行為」，揚言將公開、直接作出回應，以維護國家尊嚴與領土完整。
以色列過去主要在敘利亞境內打擊伊朗目標，今次首次直接攻擊伊朗本土，被視為局勢的重大升級。美國官員則確認襲擊由以色列發動，但強調美方並未參與，僅事先收到通知。

## 行動名稱
伊朗將是次襲擊命名為「真實承諾行動 III」（波斯語：عملیات وعده صادق ٣），並在行動後由官方正式公佈。此名稱旨在突顯伊朗早前曾警告將會報復以色列空襲，今次行動正是履行承諾。「真實承諾行動 III」屬於一系列延續使用同一名稱的行動。最早的“真實承諾1”作戰可追溯至2024年4月，由伊朗發動；其後在2024年10月，伊朗對以色列的空襲則被命名為“真實承諾2”行動。這一名稱帶有濃厚的宗教與道德意味，既為行動提供正當性，也向外界釋出訊號，表明伊朗的警告並非空談，必要時將毫不猶豫作出果斷回應。
伊朗革命衞隊顧問易卜拉欣·賈巴里早於2025年2月曾表示，「真實承諾行動 III」將會在「合適時機」展開，目的是摧毀以色列，並將特拉維夫與海法夷為平地。

## 襲擊

### 6月13日
以色列於6月13日對伊朗展開空襲後，伊朗隨即揚言將對以色列作出「嚴厲回應」，並表示將針對駐中東各地的以軍與美軍基地發動攻擊。美方其後緊急撤離部分駐伊拉克人員，並批准區內美軍家屬疏散。
以色列國防軍准將埃菲·德弗林表示，伊朗當日上午首先派出逾100架見證者無人機攻擊以色列。約旦首都安曼亦響起空襲警報。部分無人機在約旦領空遭約旦皇家空軍攔截，另有部分被以色列空軍在沙地阿拉伯及敘利亞上空擊落。稍後以色列當局撤銷讓民眾尋求庇護的命令，顯示大部分甚至所有無人機均已被摧毀。
當晚約9時，即伊朗向以色列發射數十枚導彈前10分鐘，以色列民眾接獲手機警報。以軍估計當晚共發射不足100枚彈道導彈，50枚被铁穹防御系统拦截。但伊朗官媒則宣稱發射數百枚。至晚上約10時10分，當局解除警戒，准許市民離開避難所。伊朗稱這次報復行動為「真實承諾行動 III」，並指導彈命中多個軍事目標及空軍基地。包括特拉維夫在內的以色列中部地區多處建築物受襲，以色列国防部大楼附近也遭襲，以色列北部地區的以色列国防军基地同樣遭到袭击。
紅大衛盾會表示，事件中至少63人受傷，其中一人危殆、一人重傷、8人輕傷，其餘人員則傷勢較輕。其中一名重傷女子其後不治身亡。以色列消防救援隊在特拉维夫一幢受襲建築物中救出兩人，以軍後方司令部亦在該市另一地點救出一名平民。

### 6月14日
凌晨約1時，伊朗再度發射數十枚導彈。以色列國防軍表示，大部分導彈已成功攔截。襲擊造成7人受傷，其中一人為輕傷。2名紅大衛盾會救護員所乘的重症監護車遭彈片擊中，2人被玻璃碎片輕度割傷。
里雄莱锡安的一栋建筑被导弹直接击中，造成17人受伤，其中2人死亡。
晚上，伊朗又向以色列北部发射多枚导弹，造成5人死亡，至少23人受伤。海法炼油厂附近发生火灾。

### 6月15日
上午，伊朗向以色列北部和中部地区發射導彈。第一枚导弹袭击塔姆拉的一栋居民楼，造成四名妇女死亡。後面幾枚導彈擊中巴特亚姆的建築、雷霍沃特的魏茨曼科學研究學院、基列以革倫的一家购物中心以及特拉维夫，造成6人死亡，7人失踪。以色列中部地区同時遭到来自也门的导弹袭击，造成4人死亡，多人受伤。
受伊朗支持的也门武装组织“胡塞运动”6月15日表示，在以色列大规模轰炸伊朗后，他们“在不同时间”向以色列敌方敏感目标发射了“多枚巴勒斯坦2型高超音速弹道导弹”。
伊朗發射的導彈的碎片還擊中約旦河西岸的兩處地點，造成火災以及人員受傷。
夜間，伊朗發射彈道飛彈擊中了海法的一棟居民大樓，造成海法7人受傷，迦特镇有1人受傷。

### 6月16日
伊朗向以色列发射多枚导弹，至少击中四处地点，造成5人死亡，90多人受伤。佩塔提克瓦的一栋建筑被击中，特拉维夫至少有两处建筑被击中。美國駐以色列大使館特拉維夫分處被導彈碎片擊中。海法的炼油厂遭襲後造成3人死亡。

### 6月17日
伊朗向以色列发射了约20枚导弹，造成5人轻伤。海爾茲利亞一棟8層建築被炸毀。

### 6月18日
傍晚，伊朗朝以色列發射泥石导弹。導彈被以色列攔截，導彈碎片擊中一輛汽車，造成一名男子輕傷。
以色列国防军估计，自冲突爆发以来，伊朗已向以色列发射了400枚导弹和1000架无人机，只有20枚导弹击中了城市地区，造成的人员伤亡远低于以色列的预期。此外只有不到200架無人機进入了以色列领空，但均未击中任何目标。

### 6月19日
伊朗向以色列发射了约20枚弹道导弹，击中了以色列中部和南部至少四个地点，造成271人受傷。

### 6月20日
伊朗的導彈擊中了貝爾謝巴的建築，微软在當地的办公室附近發生火災。贝尔谢巴中心火车站也受損。海法有20多人受伤。一名婦女在卡尔米埃勒避難時因心臟病身亡。
以色列国防军表示，伊朗迄今已向以色列发射了520枚弹道导弹，其中只有25枚導彈擊中地面。

### 6月21日
特拉維夫和霍隆發生火災。
以色列在南部地區攔截了两架伊朗无人机。以色列方面表示自战争开始以来共击落470架伊朗无人机，拦截率达99%。

### 6月22日
伊朗向以色列发射的导弹击中了以色列控制下的11处地点，造成86人受伤。海法一个广场被伊朗导弹击中，造成3人轻伤。

### 6月23日
伊朗向以色列发射了15枚导弹，以色列国防军表示大多数导弹被防空系统攔截。以色列電力表示，一枚导弹击中基础设施附近後，导致以色列南部电力中断。

### 6月24日
清晨，伊朗向以色列发射了总计约20枚导弹，造成贝尔谢巴4人死亡，22人受伤。

## 傷亡

### 人命傷亡
以色列傳媒《國土報》引述緊急救援部門報導，伊朗發射導彈襲擊以色列期間，造成至少40人受傷。美方消息則稱，全國各地共最少有41人受傷。法新社報道，地面有7人受傷。
以色列緊急醫療機構紅大衛之星指出，大特拉維夫地區有34人受傷，其中一名女子被瓦礫掩埋，情況危殆。第12頻道則引述該機構數據指，事件共造成63人受傷，其中一人危殆、一人重傷、8人中傷，其餘為輕傷。當局亦確認一宗死亡個案。特拉維夫救援人員在一幢倒塌大樓中救出2名生還者。

### 財物損毀
特拉維夫市中心一棟現代住宅樓宇受襲嚴重，多個單位起火，建築物冒出濃煙。毗鄰建築亦出現重大外牆損毀，窗戶爆裂，大量變形金屬懸掛於外牆。拉馬特甘地區亦傳出多宗破壞事件，數輛汽車被焚毀，三幢住宅明顯受損。市政當局表示，當地有9幢建築物被完全摧毀，另有數百座建築受損不等。約100名居民因導彈襲擊需緊急撤離。
以軍表示，少數建築物在攔截導彈過程中被彈片波及，造成一定損害，但整體數量有限。

## 後續
是次攻擊事件令整個中東地區局勢急劇升溫，外界憂慮衝突或進一步失控。国际原子能机构對區內安全及核設施可能遭波及表示嚴重關切，進一步凸顯事件的危機性。以色列政府隨即宣佈全國進入最高警戒狀態。以軍呼籲民眾留在避難設施，準備應對新一輪襲擊。政府同時宣布全國停課、禁止所有公眾集會，並取消主要機場航班，實施多項防範措施。
伊朗方面亦加強部署，宣佈領空將封閉至6月14日下午2時，並在德黑蘭啟動防空系統，準備攔截可能來襲的以色列導彈。德黑蘭更威脅針對為以色列提供軍事支援的國家設於區內的基地展開攻擊，顯示衝突或將擴展至第三方。

### 經濟影響
受戰事衝擊，國際油價急升超過10%，升至自1月以來新高，市場普遍擔心中東能源供應中斷，尤其是經戰略重地霍爾木茲海峽的石油運輸。美國股市應聲下挫，道瓊斯工業平均指數下跌1.79%，標準普爾500指數亦回落0.69%。投資者轉向黃金及瑞士法郎等避險資產，帶動其價格上升。以色列傳媒指出，對伊朗的空襲行動成本高達15億美元，為國防預算帶來重大財政壓力。马士基暂停旗下船只停靠以色列海法港。

### 外交影響
伊朗與美國原本擬在阿曼舉行的第六輪間接核談判已被無限期擱置。伊朗同時警告，將考慮削減與国际原子能机构的合作，進一步衝擊國際核監管制度。歐洲國家正面臨是否重新對伊朗施加聯合國制裁的壓力，惟相關「快速恢復制裁機制」將於十月到期，令重啟制裁變得更加困難，也增加國際社會阻止伊朗核計劃進一步發展的難度。

## 反應
伊朗對以色列發動導彈攻擊後，國際社會反應不一，既有譴責也有斡旋，反映出地緣政治格局日益複雜，各方立場分歧。
聯合國秘書長安東尼奧·古特瑞斯呼籲雙方展現「最大克制」，強烈譴責區內任何形式的軍事升級。俄羅斯總統弗拉基米爾·普京則與伊朗總統馬蘇德·佩澤希齊揚及以色列總理班傑明·納坦雅胡分別通話，批評以色列的先發制人空襲，並提議擔任兩國間的調解人。加拿大總理馬克·卡尼重申以色列「有權自衛」，並呼籲局勢降溫，惟有關聲明遭人權組織猛烈批評，指其「可恥」，變相「縱容」以色列發動「毫無正當性」的軍事行動。《Democracy Now!》形容以色列的空襲為「非法」與「不正義」，全國伊朗裔美國人理事會則批評該行動「缺乏法律依據」。曾擔任美伊對話斡旋國的阿曼則對襲擊表示遺憾，並暗示空襲時機或意在破壞原定的談判進程。
美國總統當勞·特朗普指「伊朗必須在為時已晚前達成協議」，明確支持以色列軍事行動。他保證會繼續提供軍援，並已授權美軍協助攔截伊朗首波導彈。白宮同時向德黑蘭發出警告，若伊朗針對美方人員或設施發動攻擊，美國將採取軍事回應。